# Onthophagus witteianus
Onthophagus witteianus é uma espécie de inseto do género Onthophagus, família Scarabaeidae, ordem Coleoptera.
Foi descrita cientificamente por Krell em 2009.